# Kriston Pál
Kriston Pál (Erdőtelek, 1949. november 17. –) történeti kutató, főiskolai docens.

## Tanulmányai
Egerben, a Dobó István Gimnáziumban érettségizett 1968-ban. A Ho Si Minh Tanárképző Főiskola magyar-történelem szakán folytatta tovább tanulmányait, ahol Népköztársasági ösztöndíjat is kapott. A diploma megszerzése után Egerben általános iskolában tanított ill. középiskolai kollégiumban nevelőtanárként is dolgozott. 1976 és 1979 között végezte el az ELTE kiegészítő történelem szakát, s  középiskolai tanári oklevél birtokában pályázott Eszterházy Károly Főiskola, Ókor- és Középkori Egyetemes Történeti Tanszékére. 1979. szeptember 1-től dolgozott e tanszéken, 1984-ig tanársegédként, 1984-től 1989-ig adjunktusként, 1989-től pedig docensi beosztásban. Az első években egyetemes- és magyar történelmet oktatott: ókort és középkort és 19-20. századi magyar történelmet. 1984-től egyetemes történelmi és a történetírás története című stúdiumokat tartott. Az egyetemi évek alatt, évfolyam- és szakdolgozatok keretében kezdte kutatni Heves megye tőkés iparának történetét. Ebből védte meg a szakdolgozatát is. A főiskolára kerülve ezeket a kutatásokat folytatta. Részpublikációi is ebből témakörből születtek. Oktatói és kutatói tevékenységét mindig is a szakmai alázat, precizitás jellemezte. A hallgatóság körében népszerű, közkedvelt pedagógus, aki emberi kvalitásai mellett, szakmai felkészültségével is méltán elismerést vívott ki. 
Vállalt lektorálást, szakmai konferenciákon felkért előadóként, bírálóként is közreműködött.
Az oktatói munka mellett készítette el kutatási témájából doktori disszertációját, melyet 1984-ben védett meg summa cum laude minősítéssel.

## Tudományos tevékenysége

### Publikációs jegyzék

#### Könyvek
- 100 éves a Könnyűipari Gépgyártó Vállalat 10. sz. egri gyára. Eger, 1986. 64 o.
- Szöveggyűjtemény az egyetemes történelem forrásaiból. I/1. Ókor. Tankönyvkiadó, Bp., 1991. 241 o.
- A történetírás története. Tankönyvkiadó, Bp., 1991. 248 o.
- Heves megye iparosítása a dualizmus korában. Studia Agriensia 13. Eger, 1992. 110 o.
- Ókortörténeti szöveggyűjtemény. Líceum Kiadó, Eger, 2008. 307 o.

#### Tanulmányok
- Vasútépítések Heves megyében a dualizmus korában. Acta Academiae Paedagogicae Agriensis. Tom. XVIII/VI. Eger, 1987. 39-54.
- Egy fémipari vállalat fél évszázada. Acta Academiae Paedagogicae Agriensis. Tom. XIX/V. Eger, 1989. 25-44.
- A mezőgazdasági termékfeldolgozó ágazat helyzete Heves megyében a XIX. század utolsó évtizedeiben. Agrártörténeti dolgozatok/3 A Magyar Mezőgazdasági Múzeum Egri Baráti Körének és az Eszterházy Károly Tanárképző Főiskola Történettudományi Diákkörének kiadványa, Eger, 1992. 82-99.
- A tőkés hitelrendszer kiépülése Heves megyében a XIX. század második felében. Acta Academiae Paedagogicae Agriensis. Nova Series Tom. XXI. Eger, 1993. 59-73.
- A bányászat helyzete Heves megyében a XIX. század második felében. Egri Történelmi Évkönyv, Eger, 1994. 1-12.
- Az 1881-1890-es ipartámogató törvények hatása Heves megye tőkés iparára. Ünnepi kötet Nagy József 70. születésnapjára. Líceum Kiadó, Eger, 1999. 183-193.
- Pozitivizmus kontra szellemtörténet. Megjegyzések a XIX. század történetszemléletéhez. Ünnepi kötet Für Lajos 70. születésnapjára. Hangácsi Kiadó, Eger, 2000. 359-365.
- Adalékok Gyöngyös és környéke dualizmus-kori ipartörténetéhez. Acta Academiae Paedagogicae Agriensis. Nova Series Tom. XXXIII. Eger, 2006. 145-167.

### Előadások
- Tudományos ülés az Európa története c. kötetről. Nyíregyháza, 1994. Az előadás címe: A középkori Európa.
- A magyarok 1100 éve Európában c. emlékülés. Eger, 1996. Az előadás címe: Az 1881-1890-es ipartámogató törvények hatása Heves megye tőkés iparára.
- A Magyar Tudomány Napja c. rendezvénysorozat. Eger, 2000. Az előadás címe: Gondolatok a XIX. század történetírásáról.